# Гранд тур трке
Гранд тур трке односе се на три главне свјетске професионалне бициклистичке етапне трке — Ђиро д’Италију, Тур де Франс и Вуелта а Еспању. Све три трке су сличног формата, вишенедељне, са, у последње вријеме, по 21 етапом. Све три трке имају посебан статус у Светској бициклистичкој унији (UCI) и доносе највише бодова у  свјетском ренкингу, као и у UCI про туру и  ворлд туру раније. Оне су и једине трке којима је дозвољено да трају дуже од 14 дана.
Тур де Франс је најстарија и најпрестижнија гранд тур трка од све три и најпопуларнија је и најпознатија бициклистичка трка на свијету. Први Тур одржан је 1903. као креација француског часописа L'Auto, у циљу повећавања тиража и од тада се одржава сваке године, осим прекида за вријеме Првог и Другог свјетског рата. Обично се одржава у јулу, а рута је другачија сваке године. Иде се у Алпе и Пиринеје, а традиционални завршетак трке је од 1975. до 2023. био на Јелисејским пољима у Паризу, што је обично била етапа на којој се слави крај Тура, пије се шампањац и прославља побједа, али је последња етапа 2024. премјештена у Ницу. Модерни Тур де Франс има 21 етапу и два дана одмора. Број тимова је између 20 и 22, са по осам возача у сваком тиму од 2018. године, до када их је било по девет.
Ђиро д'Италија је друга по важности, а 40-их, 50-их и почетком 70-их, била је исте важности као и Тур. Обично се одржава у мају, у Италији, а некада пролази кроз државе у окружењу, док су 2018. прве три етапе вожене у Израелу. Први Ђиро одржан је 1909. године са циљем да се повећа продаја часописа , а вожен је сваке године осим за вријеме Првог и Другог свјетског рата. Првобитно је учешће било дозвољено само Италијанима, а након што је стекао популарност учешће је дозвољено возачима широм свијета.
Вуелта а Еспања се у почетку одржавала у априлу, али је након стицања веће поуларности премјештена у август, да би избјегли поклапање са Ђиром. Вози се у Шпанији и државама у окружењу, такође учествује од 20 до 22 тима, са по осам возача након промјене 2018. Први пут је одржана 1935. али је прекидана више пута: од 1937. до 1940. због Шпанског грађанског рата, 1943. и 1944. због Другог свјетског рата, 1949. и у периоду од 1951. до 1955. због шпанске изолације током режима Франсиска Франка.
Тур де Франс, Ђиро д’Италија и друмска трка у оквиру Свјетског првенства чине троструку круну бициклизма. Рекордер по броју побједа је Еди Меркс са 11, освојио је по пет пута Тур и Ђиро и једном Вуелту. Бернар Ино је освојио 10 гранд тур трка, пет пута је освојио Тур, три пута Ђиро и два пута Вуелту. Ленс Армстронг је Тур де Франс освојио седам пута заредом, али су му побједе одузете због допинга; Алберто Контадор је освојио по три пута сваку гранд тур трку, али су му одузете побједе на Туру 2010. и Ђиру 2011. због допинга. Укупно је седам возача освојило све три гранд тур трке током каријере, а Бернар Ино и Алберто Контадор су једини који су све три освојили више од једном. Ниједан возач није освојио све три трке исте године, док је њих 11 освојило по двије током једне године.
Еди Меркс, Бернар Ино и Крис Фрум су једини возачи који су освојили све три гранд тур трке заредом; односно у истом тренутку су били побједници све три гранд тур трке.

## Опис
У тренутном формату, гранд тур трке се одржавају по три недеље, са обично по два дана одмора, углавном након прве и након друге недеље. Етапе су измијешане, стартује се или прологом (кратки хронометар, до 8 km), екипним хронометром или спринтерском етапом. Обично је прва недеља лаганија, са доста равних етапа, погодних највише за спринтере, а касније се иде у велика брда. Битну улогу имају индивидуални и екипни хронометри. За разлику од једнодневних трка, на гранд тур тркама етапе су обично дужине испод 200 km, уз неколико преко 200. Број тимова је између 20 и 22, учествују сви ворлд тур тимови и неколико тимова који добију специјалну позивницу организатора (вајлд кард), а од 2019. два најбоља про континентална тима, имају загарантовано мјесто на све три гранд тур трке. Специјалну позивницу обично добијају тимови из државе у којој се трка одржава или тимови који доносе већу финансијску корист организаторима трке. Одлука о позивницама изазива доста контроверзи, Међународна бициклистичка унија жели да на тркама учествују најбољи тимови, док огранизатори желе да то буду тимови из њихове државе. У периоду од 2005. до 2007. организатори су морали да прихвате све про тур тимове, остављајући мјеста само за двије вајлд карте. Ипак, тим Унибет, који је био про тур тим, био је суспендован са сва три гранд тура због кршења закона о коцкању. Године 2008. због допинг скандала Астана није учествовала на Тур де Франсу, док тим Колумбија није учествовао на Вуелта а Еспањи исте године. Од 2011. под новим UCI ворлд тур правилима, сваки ворлд тур тим има загарантовано учешће на све три гранд тур трке, и обавезни су да учествују. Године 2023. UCI је донио правило да од 2024. специјалну позивницу могу да добију само тимови који су у првих 50 у UCI рангирању, а од 2026. само тимови који су у првих 30 у рангирању.
На гранд тур тркама постоје по четири класификације за које се додјељују мајице, као и мање класификације и награде. Генерални пласман је најважнија класификација на гранд тур тркама и одлучује побједника трке (генерални пласман на Тур де Франсу, генерални пласман на Ђиро д’Италији и генерални пласман на Вуелта а Еспањи). Другостепене класификације су брдска (брдска класификација на Тур де Франсу, брдска класификација на Ђиро д’Италији и брдска класификација на Вуелта а Еспањи), класификација по поенима (класификација по поенима на Тур де Франсу, класификација по поенима на Ђиро д’Италији и класификација по поенима на Вуелта а Еспањи.) и класификација за најбољег младог возача (класификација за најбољег младог возача на Тур де Франсу, класификација за најбољег младог возача на Ђиро д’Италији и класификација за најбољег младог возача на Вуелта а Еспањи.) Четири возача су успјела да освоје три класификације на једној трци исте године: Еди Меркс на Ђиро д’Италији 1968. и на Тур де Франсу 1969. године, Тони Ромингер на Вуелта а Еспањи 1993. Лоран Жалабер на Вуелта а Еспањи 1995. године, као и Тадеј Погачар на Тур де Франсу 2020. и 2021.
Возачи се углавном ријетко одлучују да возе сва три гранд тура исте године; године 2004. укупно су 474 бициклиста стартовала барем једну грнад тур трку, од чега је њих 68 возило двије, док су само двојица возила све три. Није неуобичајено за спринтере и њихове лид-аут возаче да стартују све три трке, јер не очекују да ће их завршити, покушавају да остваре што више побједа прије тешких брдских етапа. Алесандро Петаки је 2010. стартовао све три гранд тур трке, а завршио само Тур де Франс, док је такође 2011. стартовао сва три гранд тура и завршио Тур и Вуелту, а Ђиро је напустио током етапе 13. Марк Кевендиш је стартовао све три гранд тур трке 2011. а завршио је једино Тур де Франс.
Током година је 35 возача завршило сваку гранд тур трку у истој сезони. Од њих, Адам Хансен је рекордер са шест узастопних година у којима је завршио сваку гранд тур трку, укупно 20 заредом, од Вуелте 2011. до Ђира 2018. Марино Лехарета је сваки гранд тур завршавао четири године, од чега три године заредом, у периоду од 1989. до 1991. док је такође све три трке завршио и 1987. Бернардо Руиз је све три гранд тур трке завршио такође три године заредом, у периоду од 1955. до 1957; Лехарета и Руиз били су рекордери са 12 узастопних завршених трка. до 2015. када је рекорд срушио Хансен на Вуелта а Еспањи. Едуардо Чозас је завршио све три трке двије године заредом, 1990. и 1991, док је Карлос Састре завршио све три трке 2006. и 2010. године.
Само су два возача успјела да заврше сва три гранд тура у првих 10 исте године: Рафаел Жеминијани 1955. који је Ђиро завршио на четвртом, Тур на шестом и Вуелту на трећем мјесту, као и Гастоне Ненчини 1957. године, који је освојио Ђиро, док је Тур завршио на шестом мјесту, а Вуелту на деветом. Карлос Састре је 2006. завршио Ђиро на 43 мјесту, Тур на четвртом, а Вуелту на трећем, док је 2010. завршио Ђиро и Вуелту на осмом, а Тур де Франс на 19 мјесту. Алехандро Валверде је 2016. завршио Ђиро на трећем мјесту и Тур на шестом, али је Вуелту завршио на 12 мјесту, мање од два минута иза десетог мјеста. Сеп Кус је 2023. Ђиро завршио на 14 мјесту, Тур на 12 и освојио је Вуелту, поставши први возач након Ненчинија који је возио сва три гранд тура и освојио један.
Возачи из исте државе, освојили су сва три гранд тура у истој сезони четири пута. Године 1964. Французи су освојили све три трке: Жак Анкетил је освојио Ђиро и Тур, а Ремон Пулидор Вуелту; године 2008. Шпанци су освојили све три трке: Алберто Контадор је освојио Ђиро и Вуелту, а Карлос Састре Тур де Франс; године 2018. Британци су освојили сва три гранд тура: Крис Фрум је освојио Ђиро, Герент Томас Тур, а Сајмон Јејтс Вуелту. Британци су једини који су сва три гранд тура у истој сезони освојили са три различита возача. Године 2024. Словенци су освојили сва три гранд тура: Тадеј Погачар Ђиро и Тур, а Примож Роглич Вуелту. Године 2023. тим Јумбо—визма је освојио сва три гранд тура са три различита возача: Примож Роглич је освојио Ђиро, Јонас Вингегор Тур, а Сеп Кус Вуелту, чиме је постао први тим у историји који је у једној сезони освојио сва три гранд тура; такође, Вингегор је Вуелту завршио на другом, а Роглич на трећем мјесту, чиме су постали други тим у историји чији су возачи заузели сва три мјеста на подијуму на једној гранд тур трци и први након тима Кас на Вуелти 1966.
На Ђиру 2020. Тео Гејган Харт и Џај Хиндли су имали исто вријеме пред хронометар на последњој етапи, што је било први пут у историји да су два возача имала исто вријеме пред последњу етапу на некој гранд тур трци. Разлика између побједника и другопласираног на све три гранд тур трке 2020. била је мања од минут, што се десило први пут у историји: Гејган Харт је освојио Ђиро 39 секунди испред Хиндлија, Погачар је освојио Тур 59 секунди испред Роглича, док је Роглич освојио Вуелту 24 секунди испред Ричарда Карапаза.

## правила
У UCI ворлд туру, гранд тур трке су добијале највише бодова у рангирању. Побједа на Тур де Франсу доносила је 1000 бодова, а побједа на етапама по 120, док је побједа на Ђиру и Вуелти доносила по 850, а побједа на етапама по 100 поена. Побједа на другим етапним тркама доносила је по 500 бодова, а побједа на етапама по 60. Након 2018. UCI ворлд тур је укинуо ренкинг такмичење и основано је посебно такмичење —  свјетски ренкинг, а бодови који се додјељују остали су исти.
Гранд тур трке имају специјални статус у погледу дужине трајања, дозвољено им је да трају између 15 и 23 дана.

## Детаљи последњих издања
| Ђиро д’Италија (2025) - Датум: 9. мај — 1. јун 2025. - Побједник: · Сајмон Јејтс (УК) | Тур де Франс (2025) - Датум: 9. — 27. јул 2025. - Побједник: · Тадеј Погачар (СЛО) | Вуелта а Еспања (2024) - Датум: 17. август — 8. септембар 2024. - Побједник: · Примож Роглич (СЛО) |

## Статистика

### Возачи са највише освојених гранд тур трка
| Позиција | Возач            | Укупно побједа | Ђиро д’Италија                   | Тур де Франс                     | Вуелта а Еспања            | Реф.   |
| -------- | ---------------- | -------------- | -------------------------------- | -------------------------------- | -------------------------- | ------ |
| 1.       | Еди Меркс        | 11             | 5 (1968, 1970, 1972, 1973, 1974) | 5 (1969, 1970, 1971, 1972, 1974) | 1 (1973)                   | [ 58 ] |
| 2.       | Бернар Ино       | 10             | 3 (1980, 1982, 1985)             | 5 (1978, 1979, 1981, 1982, 1985) | 2 (1978, 1983)             | [ 59 ] |
| 3.       | Жак Анкетил      | 8              | 2 (1960, 1964)                   | 5 (1957, 1961, 1962, 1963, 1964) | 1 (1963)                   | [ 60 ] |
| 4.       | Фаусто Копи      | 7              | 5 (1940, 1947, 1949, 1952, 1953) | 2 (1949, 1952)                   | 0                          | [ 61 ] |
| 4.       | Мигел Индураин   | 7              | 2 (1992, 1993)                   | 5 (1991, 1992, 1993, 1994, 1995) | 0                          | [ 62 ] |
| 4.       | Алберто Контадор | 7              | 2 (2008, 2011, 2015)             | 2 (2007, 2009, 2010)             | 3 (2008, 2012, 2014)       | [ 63 ] |
| 4.       | Крис Фрум        | 7              | 1 (2018)                         | 4 (2013, 2015, 2016, 2017)       | 2 (2011, 2017)             | [ 64 ] |
| 8.       | Алфредо Бинда    | 5              | 5 (1925, 1927, 1928, 1929, 1933) | 0                                | 0                          | [ 65 ] |
| 8.       | Ђино Бартали     | 5              | 2 (1938, 1948)                   | 3 (1936, 1937, 1946)             | 0                          | [ 66 ] |
| 8.       | Феличе Ђимонди   | 5              | 3 (1967, 1969, 1976)             | 1 (1965)                         | 1 (1968)                   | [ 67 ] |
| 8.       | Примож Роглич    | 5              | 1 (2023)                         | 0                                | 4 (2019, 2020, 2021, 2024) | [ 68 ] |
| 8.       | Тадеј Погачар    | 5              | 1 (2024)                         | 3 (2020, 2021, 2024, 2025)       | 0                          | [ 69 ] |
| 12.      | Тони Ромингер    | 4              | 1 (1995)                         | 0                                | 3 (1992, 1993, 1994)       | [ 70 ] |
| 12.      | Роберто Ерас     | 4              | 0                                | 0                                | 4 (2000, 2003, 2004, 2005) | [ 71 ] |
| 12.      | Винченцо Нибали  | 4              | 2 (2013, 2016)                   | 1 (2014)                         | 1 (2010)                   | [ 72 ] |

- Активни возачи су болдовани.

### Побједе по државама
| Позиција | Држава               | Ђиро д’Италија | Тур де Франс | Вуелта а Еспања | Укупно |
| -------- | -------------------- | -------------- | ------------ | --------------- | ------ |
| 1.       | Италија              | 69             | 10           | 6               | 85     |
| 2.       | Француска            | 6              | 36           | 9               | 51     |
| 3.       | Шпанија              | 4              | 12           | 32              | 48     |
| 4.       | Белгија              | 7              | 18           | 8               | 33     |
| 5.       | Уједињено Краљевство | 3              | 6            | 3               | 12     |
| 6.       | Швајцарска           | 3              | 2            | 5               | 10     |
| 6.       | Словенија            | 2              | 4            | 4               | 10     |
| 8.       | Луксембург           | 2              | 5            | 0               | 7      |
| 9.       | Сједињене Државе     | 1              | 3            | 2               | 6      |
| 10.      | Холандија            | 1              | 2            | 2               | 5      |
| 10.      | Колумбија            | 2              | 1            | 2               | 5      |
| 12.      | Њемачка              | 0              | 1            | 3               | 4      |
| 12.      | Русија               | 3              | 0            | 1               | 4      |
| 14.      | Ирска                | 1              | 1            | 1               | 3      |
| 14.      | Данска               | 0              | 3            | 0               | 3      |
| 16.      | Аустралија           | 1              | 1            | 0               |        |
| 17.      | Шведска              | 1              | 0            | 0               | 1      |
| 17.      | Казахстан            | 0              | 0            | 1               | 1      |
| 17.      | Канада               | 1              | 0            | 0               | 1      |
| 17.      | Еквадор              | 1              | 0            | 0               | 1      |

### Побједници све три гранд тур трке
Седам бициклиста је током каријере освојило све три гранд тур трке:
- Жак Анкетил (ФРА): пет пута Тур (1957, 1961, 1962, 1963, 1964), два пута Ђиро (1960, 1964) и један пут Вуелту (1963);
- Феличе Ђимонди (ИТА): једанпут Тур (1965), три пута Ђиро (1967, 1969, 1976) и једанпут Вуелту (1968);
- Еди Меркс (БЕЛ): пет пута Тур (1969, 1970, 1971, 1972, 1974), пет пута Ђиро (1968, 1970, 1972, 1973, 1974) и једанпут Вуелту (1973);
- Бернар Ино (ФРА): пет пута Тур (1978, 1979, 1981, 1982, 1985), три пута Ђиро (1980, 1982, 1985) и два пута Вуелту (1978, 1983);
- Алберто Контадор (ШПА): два пута Тур (2007, 2009), два пута Ђиро (2008, 2015) и три пута Вуелту (2008, 2012, 2014);
- Винченцо Нибали (ИТА): једанпут Тур (2014), два пута Ђиро (2013, 2016) и једанпут Вуелту (2010);
- Крис Фрум (УК): четири пута Тур (2013, 2015, 2016, 2017), једанпут Ђиро (2018) и два пута Вуелту (2011, 2017).

Ино и Контадор су једини који су сваку гранд тур трку освојили више од једног пута.

### Побједници три или више гранд тур трка заредом
Пет возача је побиједило на три или више гранд тур трка заредом:
- Фаусто Копи (ИТА): 3 гранд тура — Ђиро (1952), Тур (1952), Ђиро (1953).
- Еди Меркс (БЕЛ): 4 гранд тура — Ђиро (1972), Тур (1972), Вуелта (1973), Ђиро (1973)
- Бернар Ино (ФРА): 3 гранд тура — Ђиро (1982), Тур (1982), Вуелта (1983).
- Алберто Контадор (ШПА): 3 гранд тура — Тур (2007), Ђиро (2008), Вуелта (2008).
- Крис Фрум (УК): 3 гранд тура — Тур (2017), Вуелта (2017), Ђиро (2018).

### Побједници двије гранд тур трке у истој сезони
Укупно је 11 бициклиста освојило двије гранд тур трке у једној сезони.
Осморица бициклиста су освојили Ђиро д’Италију и Тур де Франс у истој сезони:
| - Фаусто Копи 1949, 1952. - Жак Анкетил 1964. - Еди Меркс 1970, 1972, 1974 - Бернар Ино 1982, 1985. - Стивен Роуч 1987. - Мигел Индураин 1992, 1993. - Марко Пантани 1998. - Тадеј Погачар 2024. |

Тројица су освојили Тур де Франс и Вуелта а Еспању у истој сезони:
| - Жак Анкетил 1963. - Бернар Ино 1978. - Крис Фрум 2017. |

Тројица су освојили Ђиро д’Италију и Вуелта а Еспању у истој сезони:
| - Еди Меркс 1973. - Ђовани Батаљин 1981. - Алберто Контадор 2008. |

### Најмања разлика између побједника и другопласираног
Разлике између побједника и другопласираног обично се крећу од неколико секунди до неколико минута. У почетним годинама, разлике су износиле и неколико сати, али се временом разлика смањивала и након Другог свјетског рата, највећа разлика је била пола сата.
До 2021. укупно је 51 гранд тур трка завршена са разликом између побједника и другопласираног мањом од једног минута, а најмање разлике су 6 секунди на Вуелта а Еспањи и 8 секунди на Тур де Франсу.
| Позиција | Побједник          | Вријеме       | Другопласирани       | Разлика       | Трка                   |
| -------- | ------------------ | ------------- | -------------------- | ------------- | ---------------------- |
| 1.       | Ерик Кариту        | 90 ч 08' 03"  | Алберто Фернандез    | +00 ч 00' 06" | Вуелта а Еспања (1984) |
| 2.       | Грег Лемонд        | 87 ч 38' 35"  | Лоран Фињон          | +00 ч 00' 08" | Тур де Франс (1989)    |
| 3.       | Хосе Мануел Фуенте | 86 ч 48' 18"  | Хоаким Агостињо      | +00 ч 00' 11" | Вуелта а Еспања (1974) |
| 3.       | Фјоренцо Мањи      | 124 ч 51' 52" | Ецио Чеки            | +00 ч 00' 11" | Ђиро д’Италија (1948)  |
| 5.       | Еди Меркс          | 113 ч 08' 13" | Ђанбатиста Баронкели | +00 ч 00' 12" | Ђиро д’Италија (1974)  |
| 6.       | Анђело Контерно    | 105 ч 37' 52" | Хесус Лороњо         | +00 ч 00' 13" | Вуелта а Еспања (1956) |
| 6.       | Фјоренцо Мањи      | 108 ч 56' 12" | Фаусто Копи          | +00 ч 00' 13" | Ђиро д’Италија (1955)  |
| 8.       | Агустин Тамамес    | 88 ч 00" 56'  | Доминго Перурена     | +00 ч 00' 14" | Вуелта а Еспања (1975) |
| 8.       | Примож Роглич      | 85 ч 29" 02'  | Герент Томас         | +00 ч 00' 14" | Ђиро д’Италија (2023)  |
| 9.       | Рајдер Хеседал     | 91 ч 39' 02"  | Хоаким Родригез      | +00 ч 00' 16" | Ђиро д’Италија (2012)  |
| 10.      | Марино Лехарета    | 95 ч 47' 23"  | Мишел Полентир       | +00 ч 00' 16" | Вуелта а Еспања (1982) |

Највећа разлика између побједника и другопласираног на гранд тур тркама је 2 часа, 59 минута и 21 секунда, која је остварена на првом Тур де Франсу — 1903, а побиједио је Морис Гарен. Највећа разлика на Ђиро д’Италији је 1 сат, 57 минута и 26 секунди; остварена је 1914, а побиједио је Алфонсо Калцолари. Највећа разлика на Вуелта а Еспањи је 30 минута и 8 секунди; остварена је 1945, а побиједио је Делио Родригез.

### Побједници брдске класификације
| Позиција | Возач                   | Укупно | Тур де Франс                                 | Ђиро д’Италија                               | Вуелта а Еспања      |
| -------- | ----------------------- | ------ | -------------------------------------------- | -------------------------------------------- | -------------------- |
| 1        | Ђино Бартали (ИТА)      | 9      | 2 (1938, 1948)                               | 7 (1935, 1936, 1937, 1939, 1940, 1946, 1947) | 0                    |
| 1        | Федерико Бамонтес (ШПА) | 9      | 6 (1954, 1958, 1959, 1962, 1963, 1964)       | 1 (1956)                                     | 2 (1957, 1958)       |
| 3        | Лусин ван Импе (БЕЛ)    | 8      | 6 (1971, 1972, 1975, 1977, 1981, 1983)       | 2 (1982, 1983)                               | 0                    |
| 4        | Ришар Виренк (ФРА)      | 7      | 7 (1994, 1995, 1996, 1997, 1999, 2003, 2004) | 0                                            | 0                    |
| 5        | Хулио Хименез (ШПА)     | 6      | 3 (1965, 1966, 1967)                         | 0                                            | 3 (1963, 1964, 1965) |

Брдску класификацију на све три гранд тур трке освојили су Федерико Бамонтес и Луис Ерера.

### Побједници класификације по поенима
| Позиција | Возач               | Укупно | Тур де Франс                                 | Ђиро д’Италија | Вуелта а Еспања            |
| -------- | ------------------- | ------ | -------------------------------------------- | -------------- | -------------------------- |
| 1.       | Ерик Цабел (ЊЕМ)    | 9      | 6 (1996, 1997, 1998, 1999, 2000, 2001)       | 0              | 3 (2002, 2003, 2004)       |
| 2.       | Шон Кели (ИРС)      | 8      | 4 (1982, 1983, 1985, 1989)                   | 0              | 4 (1980, 1985, 1986, 1988) |
| 2.       | Петер Саган (СВК)   | 8      | 7 (2012, 2013, 2014, 2015, 2016, 2018, 2019) | 1 (2021)       | 0                          |
| 4.       | Лоран Жалабер (ФРА) | 7      | 2 (1992, 1995)                               | 1 (1999)       | 4 (1994, 1995, 1996, 1997) |
| 5.       | Еди Меркс (БЕЛ)     | 6      | 3 (1969, 1971, 1972)                         | 2 (1968, 1973) | 1 (1973)                   |

Пет возача је освајало класификацију по поенима на све три гранд тур трке:
- Џамолидин Абдужапаров,
- Марк Кевендиш,
- Лоран Жалабер,
- Еди Меркс и
- Алесандро Петаки.

### Побједници класификације за најбољег младог возача
| Позиција | Возач                   | Укупно | Тур де Франс               | Ђиро д’Италија | Вуелта а Еспања |
| -------- | ----------------------- | ------ | -------------------------- | -------------- | --------------- |
| 1.       | Тадеј Погачар (СЛО)     | 5      | 4 (2020, 2021, 2022, 2023) | 0              | 1 (2019)        |
| 2.       | Анди Шлек (ЛУК)         | 4      | 3 (2008, 2009, 2010)       | 1 (2007)       | 0               |
| 3.       | Јан Улрих (ЊЕМ)         | 3      | 3 (1996, 1997, 1998)       | 0              | 0               |
| 3.       | Наиро Кинтана (КОЛ)     | 3      | 2 (2013, 2015)             | 1 (2014)       | 0               |
| 3.       | Мигел Анхел Лопез (КОЛ) | 3      | 0                          | 2 (2018, 2019) | 1 (2017)        |

### Највише етапних побједа
Три возача су освојили по етапу на све три гранд тур трке исте године: Мигел Поблет 1956, Пјерино Бафи 1958. и Алесандро Петаки 2003.
Бициклисти који су болдовани су и даље активни.
| Позиција | Возач               | Држава               | Ђиро | Тур | Вуелта | Укупно |
| -------- | ------------------- | -------------------- | ---- | --- | ------ | ------ |
| 1.       | Еди Меркс           | Белгија              | 24   | 34  | 6      | 64     |
| 2.       | Марио Чиполини      | Италија              | 42   | 12  | 3      | 57     |
| 3.       | Марк Кевендиш       | Уједињено Краљевство | 17   | 35  | 3      | 55     |
| 4.       | Алесандро Петаки    | Италија              | 22   | 6   | 20     | 48     |
| 5.       | Алфредо Бинда       | Италија              | 41   | 2   | 0      | 43     |
| 6.       | Бернар Ино          | Француска            | 6    | 28  | 7      | 41     |
| 7.       | Леарко Гвера        | Италија              | 31   | 8   | 0      | 39     |
| 8.       | Делио Родригез      | Шпанија              | 0    | 0   | 38     | 38     |
| 9.       | Рик ван Лој         | Белгија              | 12   | 7   | 18     | 37     |
| 10.      | Фреди Мартенс       | Белгија              | 7    | 15  | 13     | 35     |
| 11.      | Фаусто Копи         | Италија              | 22   | 9   | 0      | 31     |
| 12.      | Костанте Ђирарденго | Италија              | 22   | 0   | 0      | 30     |
| 12.      | Тадеј Погачар       | Словенија            | 6    | 21  | 3      | 30     |
| 14.      | Ђино Бартали        | Италија              | 17   | 12  | 0      | 29     |
| 15.      | Марино Басо         | Италија              | 15   | 6   | 6      | 27     |
| 15.      | Франческо Мозер     | Италија              | 23   | 2   | 2      | 27     |
| 17.      | Гвидо Бонтемпи      | Италија              | 16   | 6   | 4      | 26     |
| 17.      | Рафаеле ди Пако     | Италија              | 15   | 11  | 0      | 26     |
| 17.      | Мигел Поблет        | Шпанија              | 20   | 3   | 3      | 26     |
| 20.      | Франко Битоси       | Италија              | 21   | 4   | 0      | 25     |
| 20.      | Лоран Жалабер       | Француска            | 3    | 4   | 18     | 25     |
| 20.      | Андре Ледик         | Француска            | 0    | 25  | 0      | 25     |
| 20.      | Рик ван Стенберген  | Белгија              | 15   | 4   | 6      | 25     |
| 24.      | Рогер де Фламинк    | Белгија              | 22   | 1   | 1      | 24     |
| 24.      | Роби Макјуен        | Аустралија           | 12   | 12  | 0      | 24     |
| 24.      | Ђузепе Сарони       | Италија              | 24   | 0   | 0      | 24     |
| 27.      | Андре Даригад       | Француска            | 1    | 22  | 0      | 23     |
| 28.      | Жак Анкетил         | Француска            | 5    | 16  | 1      | 22     |
| 28.      | Жан Пол ван Попел   | Холандија            | 4    | 9   | 9      | 22     |
| 28.      | Андре Грајпел       | Њемачка              | 7    | 11  | 4      | 22     |
| 28.      | Примож Роглич       | Словенија            | 4    | 3   | 15     | 22     |
| 31.      | Шарли Гол           | Луксембург           | 11   | 10  | 0      | 21     |
| 31.      | Шон Кели            | Ирска                | 0    | 5   | 16     | 21     |

Возач са највише етапних побједа на једном гранд туру је Фреди Мартенс, који је на Вуелта а Еспањи 1977. остварио 13 побједа на 19 етапа. Такође, Мартенс је рекордер по броју етапних побједа на гранд тур тркама у једној сезони, 1977. остварио је 20 етапних побједа, 13 на Вуелти и седам на Ђиро д’Италији, прије него што је због пада морао да напусти Ђиро током етапе 8 б.